# Carla Accardi
Pour les articles homonymes, voir Accardi.
Carla Accardi (née le 9 octobre 1924 à Trapani en Sicile ; morte le 23 février 2014 à Rome) est une peintre italienne, une des figures majeures de l'art abstrait italien.

## Biographie
Née en Sicile en 1924, Carla Accardi étudie, à partir de 1924, à l'Académie des beaux-arts de Palerme, puis à celle Florence et de Rome. À Palerme, elle rencontre le peintre italien Antonio Sanfilippo qu'elle épouse en 1949.
En 1947, elle cofonde, avec Giulio Turcato, Pietro Consagra, Achille Perilli et Piero Dorazio, le groupe Forma Uno (1947-1951), mouvement artistique inspiré du marxisme et de la peinture abstraite italienne, notamment des formalistes italiens (proclamant que la forme est « moyen et fin » de l'art).
Elle est repérée et soutenue par le galeriste italien Luciano Pistoi dès 1957. Elle rencontre et échange aussi avec Lucio Fontana, Hans Hartung et Charles Pollock, et participe à l'agitation des idées et aux mouvements artistiques du milieu du XXe siècle en Italie.
Carla Accardi est la seule femme artiste mentionnée dans l'ouvrage l'Autoportrait de Carla Lonzi. Carla Accardi, Elvira Banotti et Carla Lonzi fondent le groupe féministe Rivolta Femminile à Rome, en 1970. Le collectif a pour objectif de mettre en avant des artistes oubliées, telles Angelika Kauffmann et Artemisia Gentileschi.
À partir de 1997, elle est élue à l'Académie des beaux-arts de Brera.

## Œuvre
Influencée par le mouvement de l'art informel, Carla Accardi commence par peindre en noir et blanc. Elle explique : « J'ai toujours été inspirée par l'anti-peinture. Résultat, je n'ai jamais utilisé de solvant, je n'ai jamais peint sur chevalet, mais horizontalement, sur le sol ou sur une table. »
Dans les années 1960, elle passe à la couleur en créant des contrastes forts entre deux tonalités, et développe un travail sur le signe. Ses œuvres se concentrent sur le potentiel poétique des signes répétés et la froideur des symboles. C'est tout le système de l'écriture qu'elle explore. C'est aussi à cette période qu'elle découvre le plastique comme support de la peinture et non la toile habituelle. Sa pratique se caractérise par l'utilisation de ce matériau particulier, de mauvais goût, appelé Sicofoil.
La fin des années 1960 voit aussi l'apparition d'installations en 3 dimensions. Celles-ci prennent le plus souvent la forme de tentes ou de petites habitations translucides que le visiteur peut pénétrer et traverser. Elle participe au mouvement de l'arte povera, la forme de la maison sera d'ailleurs repris par Mario Merz dans ses igloos.
Dans les années 1970 et 1980, Carla Accardi revient à la toile. Elle explique : « Je me suis dit: “Mais il n’y a aucun lien entre ces œuvres, c’est fou !”. [...] Je suis allée chercher des toiles brutes et j'ai soudainement créé de grandes œuvres: diptyques. »
Œuvres majeures :
- Pietra, 1959, musée d'Art moderne et contemporain de Strasbourg[10]
- Ambiente Arancio, 1967, Musée d'art moderne et contemporain de Strasbourg[11]
- Senza titolo, années 1960, collection Peggy Guggenheim[12]
- Triplice tenda, 1969-1971, musée national d'Art moderne - centre Georges-Pompidou[13]

## Reconnaissance
Le travail de Carla Accardi est exposé à quatre reprises à la Biennale de Venise, en 1964, 1976, 1978 et 1988.
Sa première exposition internationale a lieu au MoMA P.S.1, à New York, en 2001, l'artiste est alors âgée de 77 ans. L'année suivante, elle est exposée pour la première fois en France, au musée d'Art moderne de la Ville de Paris sous le commissaire de Hans-Ulrich Obrist.